# روبن إيرل
روبن إيرل (بالإنجليزية: Robin Earl)‏ هو لاعب كرة قدم أمريكية أمريكي، ولد في 18 مارس 1955 في بويسي في الولايات المتحدة.

## وصلات خارجية
- روبن إيرل على موقع مرجع كرة القدم المحترفة.كوم (الإنجليزية)